# 804 Hispania
804 Hispania је астероид главног астероидног појаса са пречником од приближно 157,58 .
Афел астероида је на удаљености од 3,234 астрономских јединица (АЈ) од Сунца, а перихел на 2,444 АЈ.
Ексцентрицитет орбите износи 0,139, инклинација (нагиб) орбите у односу на раван еклиптике 15,365 степени, а орбитални период износи 1747,710 дана (4,784 године).
Апсолутна магнитуда астероида је 7,84 а геометријски албедо 0,052.
Астероид је откривен 20. марта 1915. године.